# Menthonnex-en-Bornes
Menthonnex-en-Bornes település Franciaországban, Haute-Savoie megyében. Lakosainak száma 1109 fő (2022. január 1.). Menthonnex-en-Bornes Arbusigny, Groisy, Le Sappey, Villy-le-Bouveret, Vovray-en-Bornes és Fillière községekkel határos.

## Népesség
A település népességének változása:
| Lakosok száma | 1039 | 1074 | 1094 | 1076 | 1069 | 1082 | 1097 | 1103 | 1109 |
|               | 2013 | 2015 | 2016 | 2017 | 2018 | 2019 | 2020 | 2021 | 2022 |